# George Shultz

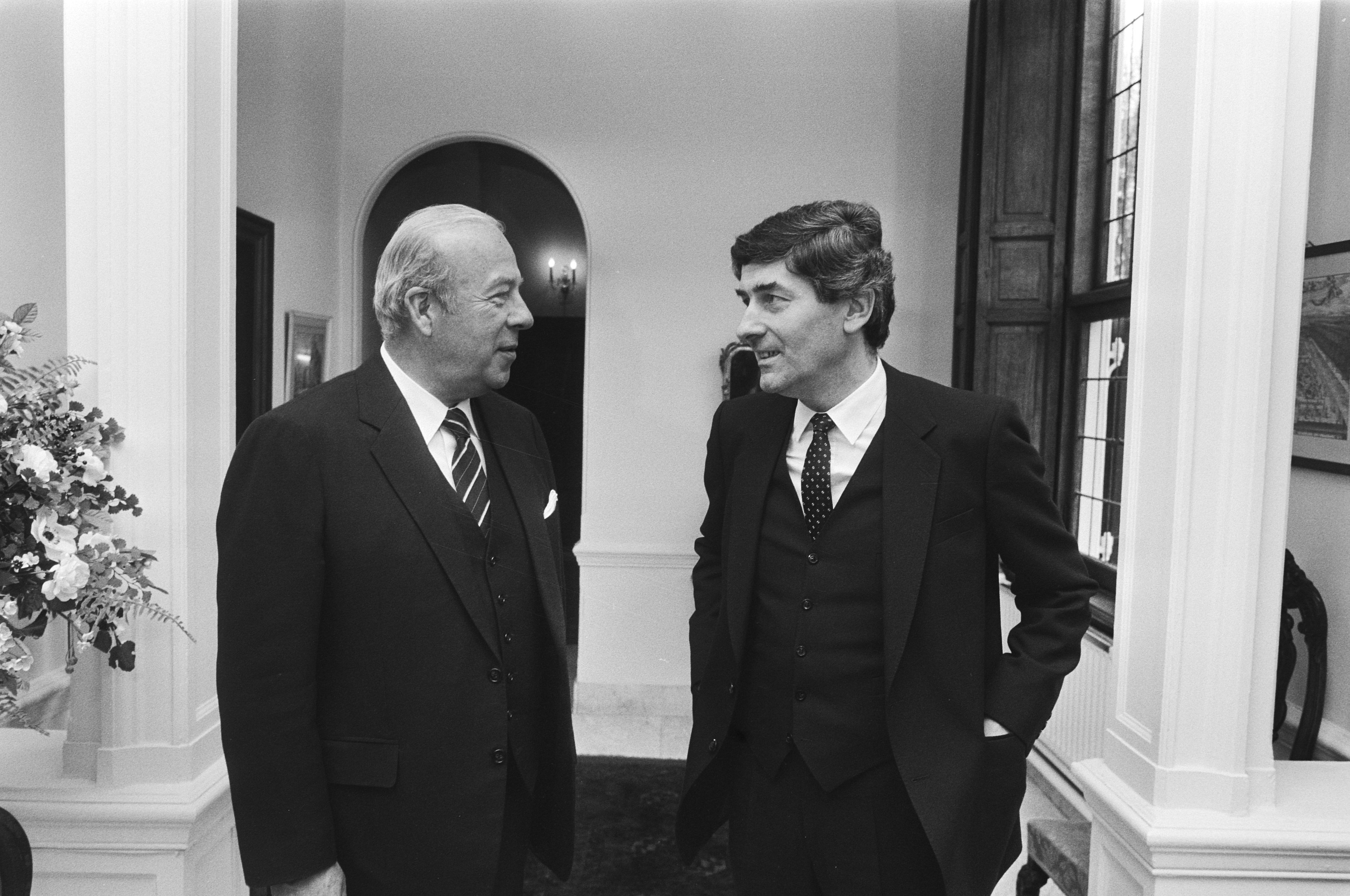
Shultz met de Nederlandse premier Ruud Lubbers in 1982

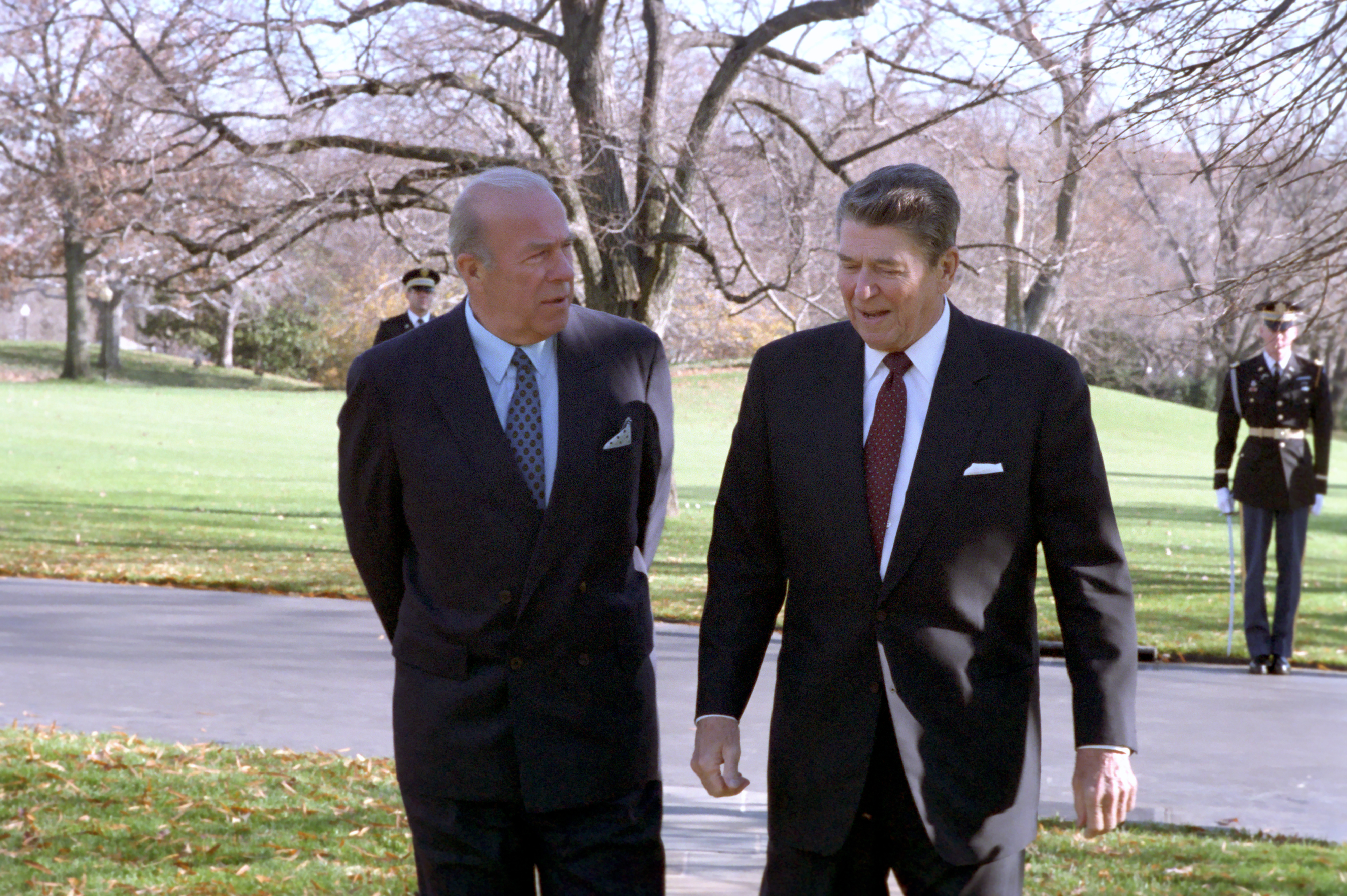
Met president Ronald Reagan in de tuin van het Witte Huis, 1986

George Pratt Shultz (New York, 13 december 1920 – Stanford, 6 februari 2021) was een Amerikaans econoom, hoogleraar, zakenman en politicus voor de Republikeinse Partij. Hij was minister van Arbeid in het kabinet-Nixon in 1969 en 1970, directeur van het Bureau voor Management en Budget van 1970 tot 1972, minister van Financiën in het kabinet-Nixon van 1972 tot 1974 en ten slotte minister van Buitenlandse Zaken in het kabinet-Reagan van 1982 tot 1989. Schultz was de strateeg achter het plan om de militaire sterkte van de Verenigde staten en de cohesie van de NAVO aan te tonen, maar tegelijkertijd gesprekken aan te knopen met de Sovjet-Unie over een kernwapenverdrag. Vertrouwen was voor hem het ‘wisselgeld van de wereld’, een eigenschap die hij ook apprecieerde in Ronald Reagan.

## Levensloop

### Jeugd en opleiding
George Shultz werd geboren in New York als zoon van Birl Earl Shultz en Margaret Lennox Pratt, de dochter van dominee Edward Pratt in Shoshone, Idaho. In 1938 deed Shultz eindexamen aan de Loomis Chaffee School in Windsor, Connecticut, waarna hij in 1942 aan Princeton University zijn bachelordiploma haalde in de economie. In hetzelfde jaar ging hij bij de Amerikaanse marine en diende tot 1945, toen hij afzwaaide in de rang van kapitein. In 1949 deed Shultz doctoraalexamen in de industriële economie aan het Massachusetts Institute of Technology (MIT).

### Familie
Tijdens zijn periode bij de marine in Hawaï, ontmoette hij zijn toekomstige vrouw, de verpleegster luitenant Helena Maria "Obie" O'Brien (1915-1995). Ze zouden vijf kinderen krijgen. Na de dood van Helena aan de gevolgen van kanker, hertrouwde hij in 1997 met Charlotte Mailliard Swig, een prominent lid van de society in San Francisco. Hun huwelijk werd omschreven als de "Bay Area Wedding of the Year".

### Hoogleraar
Shultz doceerde van 1948 tot 1957 zowel aan de faculteit economie als aan de Sloan School of Management van het MIT. In 1955 nam hij tijdelijk verlof om als econoom te werken bij de Raad van Economische Adviseurs voor president Eisenhower. In 1957 vertrok Shultz naar de University of Chicago Graduate School of Business als professor industriële relaties. Hier werd hij in 1962 decaan.

### Lid van de regering-Nixon
Shultz was in 1969 en 1970 minister van Arbeid in de regering van president Nixon. In deze hoedanigheid dwong hij de vakbonden in de bouwsector van Pennsylvania, die dit hadden geweigerd, zwarte werknemers op te nemen als lid van hun vakbond, door ze een tijdslimiet op te leggen. Het was de eerste keer dat de federale regering een systeem van raciale quota oplegde.
Van mei 1972 tot mei 1974 was Shultz minister van Financiën. Tijdens deze periode steunde Shultz, samen met Paul Volcker, het besluit van de regering-Nixon om een einde te maken aan de gouden standaard en het systeem van Bretton Woods.  Als minister van Financiën onder Nixon weigerde hij om de belastingdienst vijanden van de president te laten bespioneren.

### Minister van Buitenlandse Zaken onder Reagan
Op 16 juli 1982 werd Shultz door president Reagan benoemd tot de zestigste minister van Buitenlandse Zaken, als opvolger van de afgetreden Alexander Haig. Ìn tientallen gesprekken met de Russische minister van buitenlandse zaken Edoeard Sjevardnadze bereikten zij in het INF-verdrag dat ze wederzijds het aantal atoomwapens zouden verminderen. Als een van de weinigen in de regering-Reagan herkende hij de veranderingen die onder sovjetleider Gorbatsjov plaatsvonden.
Hij was een uitgesproken tegenstander van de "wapens voor gijzelaars"-transacties die later bekend werden als de Iran-Contra-affaire. In zijn getuigenis in 1983 tegenover het Amerikaanse Congres, zei hij dat de Sandinistische regering in Nicaragua "een ongewenst kankergezwel was". Over onderhandelingen met de regering van Ortega zei hij: "Onderhandelingen zijn een eufemisme voor overgave als er over de onderhandelingstafel geen schaduw valt van macht." 
Tijdens de Eerste intifada (zie het Arabisch-Israëlisch conflict), kwam Shultz met het voorstel tot " ... een internationale conventie in april 1988 ... over een interim overeenkomst over autonomie voor de Palestijnen op de West Bank en in de Gazastrook, die moest worden ingevoerd vanaf oktober voor een periode van drie jaar". Dit is echter nooit tot stand gekomen. Door met de Palestijnen te praten maakte hij wel duidelijk dat zij voortaan een legitieme gesprekspartner waren.

### Na 1989

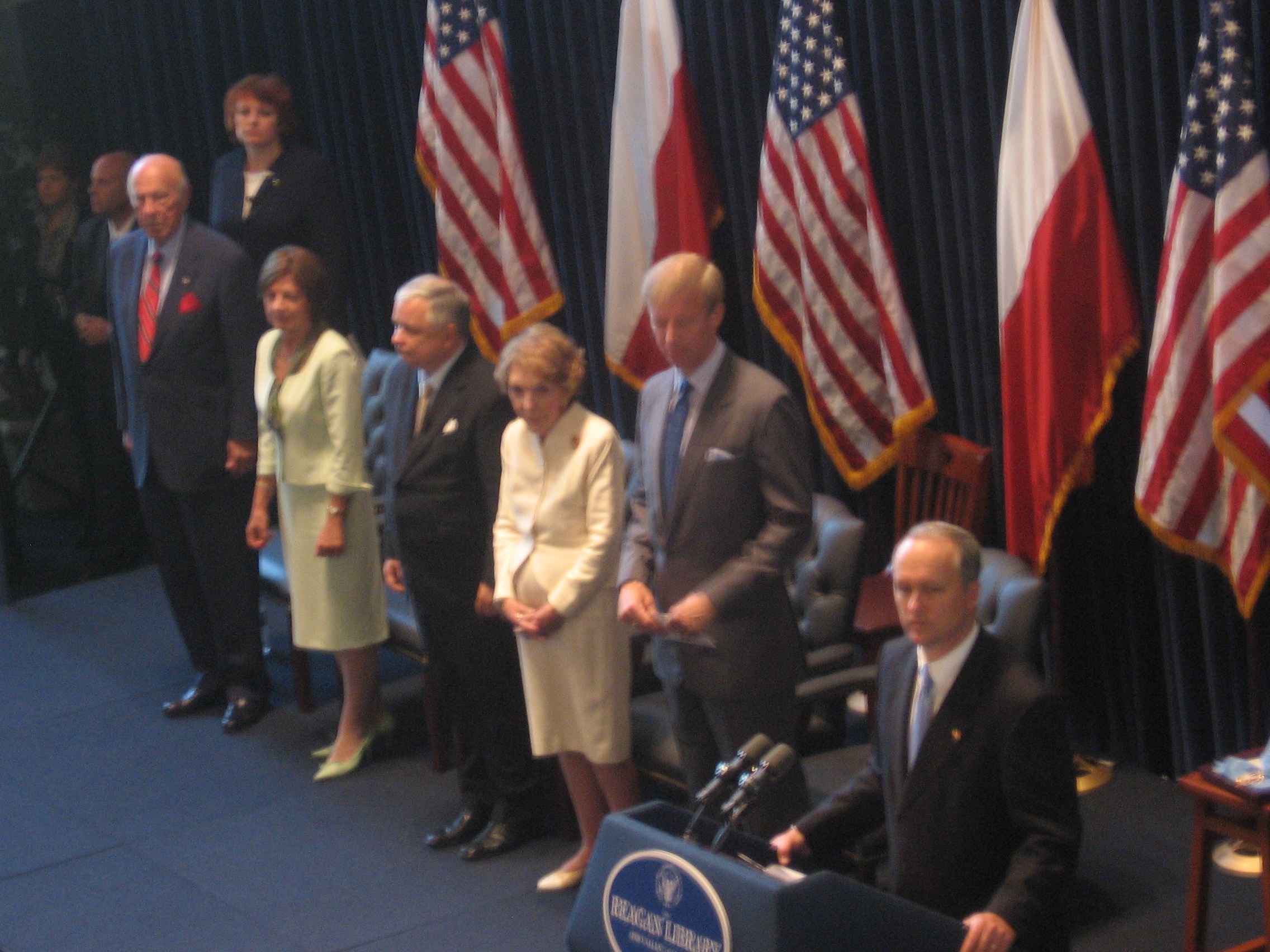
Shultz (links) in de Ronald Reagan Presidential Library op 17 juli 2007, met de president van Polen Lech Kaczyński, mw. Kaczyński en voormalig first lady Nancy Reagan (midden)

George Shultz ging op 20 januari 1989 met pensioen, maar bleef werkzaam als strateeg voor de Republikeinse Partij. Hij was adviseur bij de presidentiële campagne voor George W. Bush tijdens de verkiezingen van 2000. Hij behoorde ook tot een groep beleidsontwikkelaars voor Bush waartoe ook Dick Cheney, Paul Wolfowitz en Condoleezza Rice behoren.
Een van zijn vertrouwelingen was de voormalige ambassadeur Charles Hill, die zowel posities bekleedde in het Hoover Instituut als aan Yale University. Shultz wordt wel de vader genoemd van de Bush Doctrine, omdat hij pleitte voor de preventieve aanvalsoorlog. Hij verdedigde de buitenlandse politiek van de regering-Bush.
Na zijn vertrek uit Washington in 1989 was Shultz de eerste prominente Republikein die opriep tot de legalisering van softdrugs. Later zette hij zijn naam onder een advertentie die op 8 juni 1998 gepubliceerd werd in The New York Times, getiteld "We believe the global war on drugs is now causing more harm than drug abuse itself". (Wij geloven dat de wereldwijde "oorlog tegen drugs" meer schade aanricht dan het gebruik van drugs zelf.)
Shultz sprak zich ook uit over het handelsembargo dat de Verenigde Staten oplegde aan Cuba, waarbij hij de politiek van de Verenigde Staten inzake Cuba krankzinnig noemde.
In augustus 2003 werd Shultz benoemd tot mede-voorzitter (met Warren Buffett) van het Economic Recovery Council van Californië, een adviesgroep voor de campagne van gouverneurs-kandidaat Arnold Schwarzenegger.
Op 5 januari 2006 nam Shultz deel aan een vergadering in het Witte Huis met voormalige ministers van Defensie en Buitenlandse Zaken om de buitenlandse politiek van de Verenigde Staten te bespreken met ambtenaren van president George W. Bush.
Shultz was voorzitter van de internationale adviesraad van de inmiddels omgevallen bank JP Morgan Chase en eredirecteur van het Institute for International Economics. Hij was lid van het Hoover Instituut van Stanford University, bestuurslid van het Washington Institute for Near East Policy (WINEP), het New Atlantic Initiative, het Mandalay Camp, de Committee for the Liberation of Iraq en de Committee on the Present Danger. Hij was erevoorzitter van het Israel Democracy Institute. Shultz zat in de raad van bestuur van Bechtel, de Charles Schwab Corporation en was directielid van Gilead Sciences van januari 1996 tot december 2005. Ook was hij medevoorzitter van het North American Forum en bestuurslid van Accretive Health.
Schultz zat tevens tot 2015 in de raad van bestuur van Theranos, een bedrijf dat onterecht claimde nieuwe revolutionaire bloedtesten te hebben ontwikkeld. Toen de media in 2015 de controversiële praktijken aan het licht brachten nadat Shultz' kleinzoon Tyler deze had ontdekt, stapte Schultz over naar de raad van adviseurs van Theranos tot de neergang van het bedrijf in 2018.
Na zijn pensioen sprak hij zich openlijk uit vóór internationale wapenverdragen, vóór een mondiaal klimaatbeleid en naar aanleiding van de roerige presidentsverkiezing van 2020 voor verdraagzaamheid en vertrouwen.
Shultz overleed op 6 februari 2021 op 100-jarige leeftijd.

## Prijzen en onderscheidingen (selectie)
- Presidentiële Medal of Freedom (19 januari 1989).
- Seoul Peace Prize (1992).
- United States Military Academy's Sylvanus Thayer Award (1992).
- Woodrow Wilson Award for Public Service (2000).
- Eisenhower Medal for Leadership (2001).
- Lead21 Lifetime Achievement Award (2005).
- Emma Lazarus Statue of Liberty Award (25 april 2007).
- Truman Medal for Economic Policy (1 oktober 2007).
- Rumford-Prijs (2008).